# Raffaele Giammaria

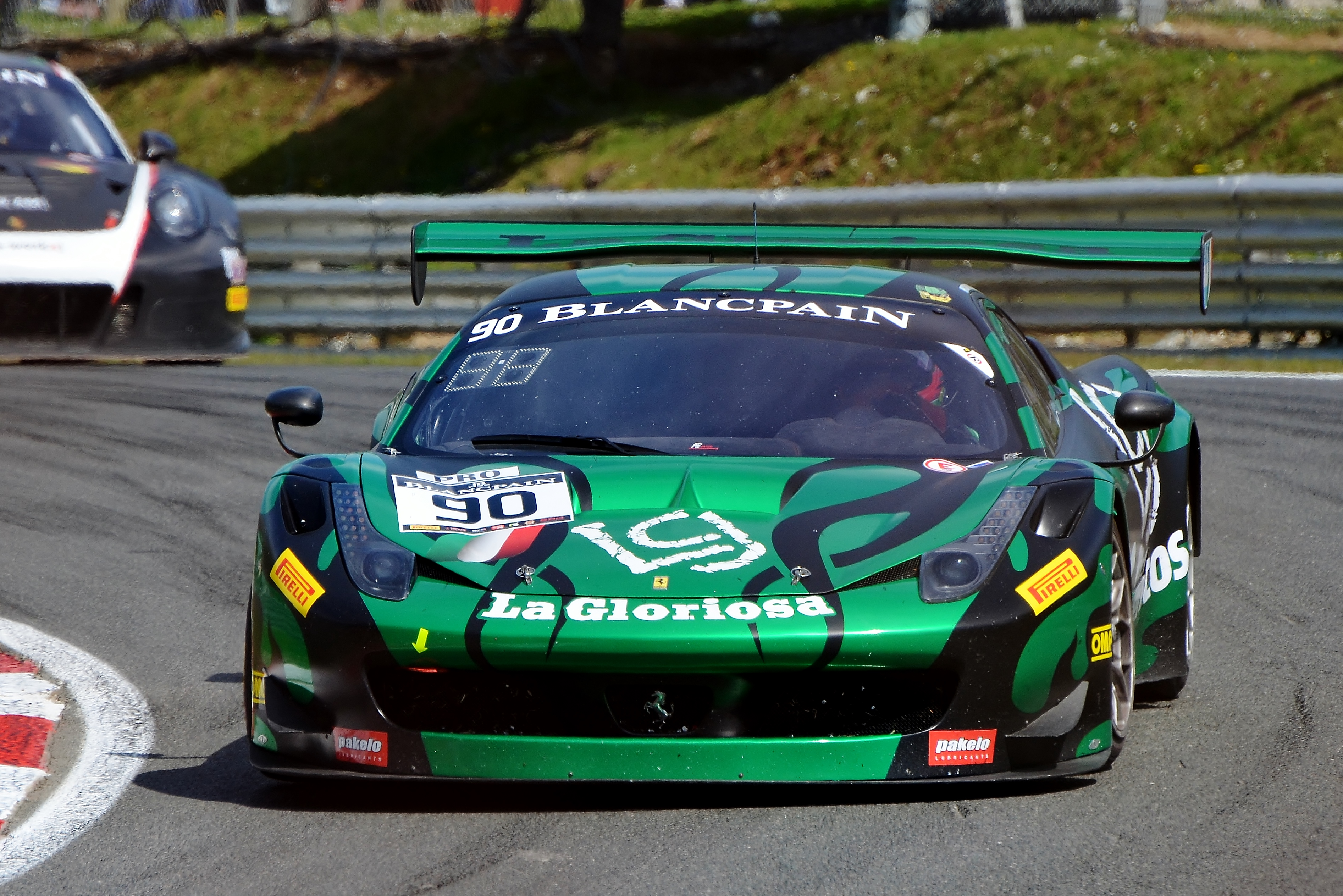
Raffaele Giammaria im Ferrari 458 Italia GT3 2016 in Brands Hatch

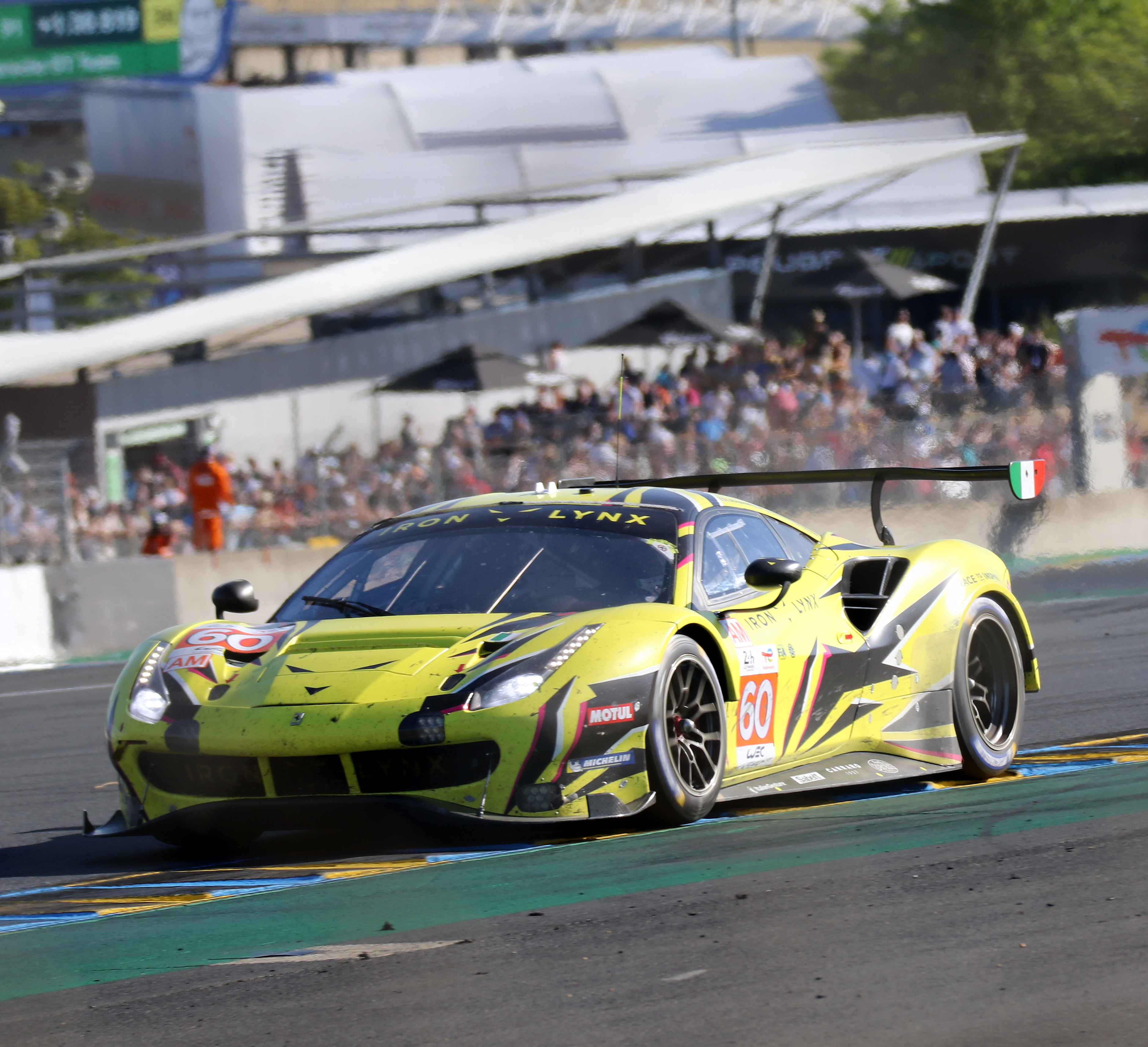
Der von Raffaele Giammaria beim 24-Stunden-Rennen von Le Mans 2022 gefahrene Ferrari 488 GTE Evo

Raffaele Giammaria (* 1. September 1977 in Civitavecchia) ist ein italienischer Autorennfahrer.

## Karriere
Nachdem Giammaria von 1989 bis 1996 im Kartsport aktiv gewesen war, wechselte er 1997 in den Formelsport und startete in der italienischen Formel Campus. Nach zwei Jahren in der italienischen F3 Federale, in der er 1999 Vizemeister wurde, wechselte er 2000 in die italienische Formel Renault. Der Italiener hatte am Saisonende zusammen mit Felipe Massa die meisten Punkte erzielt. Da Massa mehr Rennen gewonnen hatte, wurde Giammaria hinter Massa Zweiter in der Gesamtwertung. 2001 ging der italienische Rennfahrer in der deutschen Formel-3-Meisterschaft an den Start und belegte den zwölften Gesamtrang. 2002 fand er kein Cockpit für eine ganze Saison und so startete er bei nur bei wenigen Rennen der italienischen Formel-3-Meisterschaft und der Euro Formel 3000.
Für 2003 wechselte Giammaria in die internationale Formel-3000-Meisterschaft und erhielt als Teamkollege von Giorgio Pantano ein Cockpit beim italienischen Durango-Rennstall. In seiner Debütsaison konnte Giammaria nicht mit seinem Teamkollegen, der zwei Rennen gewann, mithalten und erreichte als beste Platzierung einen dritten Platz in Monaco. Am Saisonende belegte er den zehnten Gesamtrang. 2004 bestritt der Italiener seine zweite Saison in der Formel 3000 und ging für AEZ Racing, das zweite Team des Durango-Rennstalls, an den Start. Giammaria holte im Gegensatz zu seinem Teamkollegen Ferdinando Monfardini bei einigen Rennen Punkte und wurde einmal Dritter. Zwei Rennen vor Saisonende musste Giammaria AEZ Racing wegen finanzieller Probleme verlassen. Für das letzte Saisonrennen kehrte er in die Formel 3000 zurück und startete für das belgische Team Astromega.
Nachdem Giammaria in der GP2-Serie, der Nachfolgeserie der Formel 3000, kein Cockpit erhalten hatte, startete er 2005 nur bei einigen Rennen der italienischen Formel 3000 und der World Series by Renault. Seit 2006 startet Giammaria in verschiedenen GT-Rennserien. In seiner ersten Saison wurde er 16. in der GTA-Klasse der International GT Open. Außerdem gab er sein Debüt in der FIA-GT-Meisterschaft. 2007 lag Giammarias Hauptaugenmerk auf der italienischen Prototyp Meisterschaft, in der er mit einem Rennsieg Fünfter im Gesamtklassement wurde. Außerdem startete er bei einigen Rennen der International GT Open und der spanischen GT-Meisterschaft. 2008 fuhr der Italiener erneut in verschiedenen GT-Rennserien. Die meisten Rennen bestritt er in der italienischen GT-Meisterschaft. Außerdem kehrte er für zwei Rennen in den Formelsport zurück und startete in der Euroseries 3000, in der er mit zwei Podest-Platzierungen den zehnten Gesamtrang belegte. 2009 ging Giammaria wieder in der International GT Open an den Start, in der er am Saisonende den zwölften Gesamtrang belegte.

## Statistik

### Karrierestationen
- 1989–1996: Kartsport
- 1997: Italienische Formel Campus
- 1998: Italienische F3 Federale
- 1999: Italienische F3 Federale (Platz 2)
- 2000: Italienische Formel Renault (Platz 2)
- 2001: Deutsche Formel-3-Meisterschaft (Platz 12)
- 2002: Euro Formel 3000
- 2003: Formel 3000 (Platz 10)
- 2004: Formel 3000 (Platz 8)
- 2005: Italienische Formel 3000 (Platz 10)
- 2006: Internationale GT Open GTA (Platz 16); FIA-GT-Meisterschaft (Platz 22)
- 2007: Italienische Prototyp Meisterschaft (Platz 5)
- 2008: Euroseries 3000 (Platz 10); italienische GT-Meisterschaft (Platz 20)
- 2009: International GT Open (Platz 12)

### Le-Mans-Ergebnisse
| Jahr | Team      | Fahrzeug               | Teamkollege       | Teamkollege       | Platzierung     | Ausfallgrund    |
| ---- | --------- | ---------------------- | ----------------- | ----------------- | --------------- | --------------- |
| 2014 | AF Corse  | Ferrari 458 Italia GT2 | Peter Ashley Mann | Lorenzo Casè      | Ausfall         | Getriebeschaden |
| 2015 | AF Corse  | Ferrari 458 Italia GT2 | Peter Ashley Mann | Matteo Cressoni   | Rang 31         |                 |
| 2021 | Iron Lynx | Ferrari 488 GTE Evo    | Paolo Ruberti     | Claudio Schiavoni | Rang 30         |                 |
| 2022 | Iron Lynx | Ferrari 488 GTE Evo    | Alessandro Balzan | Claudio Schiavoni | nicht klassiert |                 |

### Sebring-Ergebnisse
| Jahr | Team           | Fahrzeug           | Teamkollege     | Teamkollege       | Platzierung | Ausfallgrund |
| ---- | -------------- | ------------------ | --------------- | ----------------- | ----------- | ------------ |
| 2016 | Spirit of Race | Ferrari 458 Italia | Matteo Cressoni | Peter Ashley Mann | Rang 29     |              |

### Einzelergebnisse in der FIA-Langstrecken-Weltmeisterschaft
| Saison | Team      | Rennwagen          | 1   | 2   | 3   | 4   | 5   | 6   | 7   | 8   |
| ------ | --------- | ------------------ | --- | --- | --- | --- | --- | --- | --- | --- |
| 2014   | AF Corse  | Ferrari 458 Italia | SIL | SPA | LEM | AUS | FUJ | SHA | BAH | SAO |
| 2014   | AF Corse  | Ferrari 458 Italia |     | 26  | DNF |     |     |     |     |     |
| 2015   | AF Corse  | Ferrari 458 Italia | SIL | SPA | LEM | NÜR | AUS | FUJ | SHA | BAH |
| 2015   | AF Corse  | Ferrari 458 Italia | 31  |     |     |     |     |     |     |     |
| 2021   | Iron Lynx | Ferrari 488 GTE    | SPA | POR | MON | LEM | BAH | BAH |     |     |
| 2021   | Iron Lynx | Ferrari 488 GTE    | 30  |     |     |     |     |     |     |     |
| 2022   | Iron Lynx | Ferrari 488 GTE    | SEB | SPA | LEM | MON | FUJ | BAH |     |     |
| 2022   | Iron Lynx | Ferrari 488 GTE    | DNF |     |     |     |     |     |     |     |